# Oreophrynella weiassipuensis
Oreophrynella weiassipuensis är en groddjursart som beskrevs av Señaris, Nascimento och Villarreal 2005. Oreophrynella weiassipuensis ingår i släktet Oreophrynella och familjen paddor. IUCN kategoriserar arten globalt som otillräckligt studerad. Inga underarter finns listade i Catalogue of Life.